# Miguel Najdorf
Miguel Najdorf (född som Moishe Mieczysław Najdorf i Warszawa, Polen 15 april 1910, död i Málaga, Spanien 4 juli 1997) var en polsk-argentinsk schackspelare och stormästare (1950) av polsk/judiskt ursprung.

## Flytt till Argentina
Vid krigsutbrotten 1939 befann sig det polska schacklandslaget på schackolympiaden i Buenos Aires, och Najdorf tillsammans med de övriga i landslaget stannade i Buenos Aires efter turneringens slut. Efter kriget försökte Najdorf få kontakt med sina släktingar i Polen, men de hade alla blivit skickade till koncentrationsläger där de troligtvis dött.
Najdorf stannade i Sydamerika där han berikade schackkulturen. Han spelade bland annat partier mot bland annat Che Guevara, Fidel Castro och påven. Han fortsatte att framgångsrikt delta i turneringar upp i 80-årsåldern.

## Öppningar
Mest känd är hans namn i en variant i den sicilianska öppningen, en av de vanligaste spelöppningarna, och populär bland världsmästarna Bobby Fischer och Garry Kasparov.

## Schackolympiader
Najdorf spelade 11 gånger för det argentinska landslaget i schack-OS mellan 1950 och 1976. Han spelade på första bordet i Dubrovnik 1950 (+8 –0 =6) och på första bordet i Helsingfors 1952 (+11 –2 =3). Totalt tog Najdorf elva olympiska medaljer (sju lagmedaljer för Polen och Argentina (fyra silver, tre brons) och fyra individuella medaljer (tre guld 1939, 1950 och 1952 och ett silver 1962). Argentinas bästa laginsats i OS var i Helsingfors 1952.